# Stanley Green

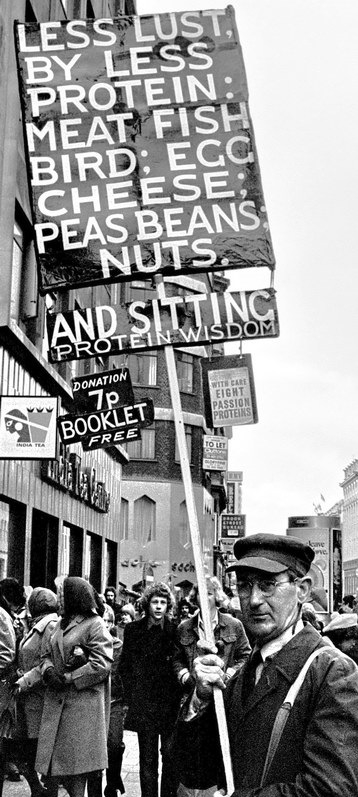
Oxford Street, 1977

Stanley Owen Green (ur. 22 lutego 1915 w Londynie, zm. 4 grudnia 1993), znany również jako Protein Man – prowadził kampanię na rzecz tłumienia pożądania przez niskobiałkową dietę. W drugiej połowie XX wieku stał się rozpoznawalną postacią w Londynie.

## Życiorys
Przez 25 lat Green chodził po Oxford Street nosząc afisz, na którym było napisane Less Lust, By Less Protein: Meat Fish Bird; Egg Cheese; Peas Beans; Nuts. And Sitting (w wolnym tłumaczeniu: „Mniej Pożądania, Przez Mniej Białek: Mięsa Ryb Ptactwa; Jaj Sera; Groszek Fasola; Orzechy. I Siedzenie”) – dobór słów i interpunkcja zmieniały się nieznacznie na przestrzeni lat. Głosił, że białka czynią ludzi pożądliwymi i agresywnymi, jego rozwiązaniem była „mądrość proteinowa” – niskobiałkowa dieta czyniąca ludzi lepszymi, milszymi i szczęśliwszymi. Za kilka pensów przechodnie mogli zakupić jego 14-stronicowy pamflet, Eight Passion Proteins with Care, których sprzedał podobno 87 tysięcy kopii przez 20 lat; na okładce znajdował się napis głoszący, że ta broszura byłaby bardziej przydatna, jeśli byłaby czytana od czasu do czasu (This booklet would benefit more, if it were read occasionally).
Green stał się jednym ze znanych i lubianych londyńskich ekscentryków, choć jego kampania na rzecz tłumienia pożądania nie zdobyła popularności. Był 2 razy aresztowany za zakłócanie porządku publicznego, jak również musiał nosić zielony kombinezon, aby chronić się przed śliną. Mimo tego czerpał wielką radość ze swojej lokalnej sławy. The Sunday Times przeprowadził z nim wywiad w 1985, a jego slogan less passion, less protein (w wolnym tłumaczeniu: „mniej namiętności, mniej białek”) został wykorzystany przez Red or Dead, londyński dom mody. Gdy zmarł w 1993 w wieku 78 lat The Daily Telegraph, The Guardian i The Times opublikowały jego nekrolog, a jego pamflety, afisze i listy zostały przekazane do Museum of London. W 2006 jako jedyny „żywy billboard” znalazł się w Oxford Dictionary of National Biography.